# إيفانيلسون (لاعب كرة قدم،مواليد 1999)
إيفانيلسون (مواليد 6 أكتوبر 1999) هو لاعب كرة قدم برازيلي يلعب كمهاجم في نادي بورتو.

## روابط خارجية
- إيفانيلسون (لاعب كرة قدم،مواليد 1999) على موقع الاتحاد الأوربي (الإنجليزية)
- إيفانيلسون (لاعب كرة قدم،مواليد 1999) على موقع قاعدة بيانات كرة القدم.إي يو (الإنجليزية)
- إيفانيلسون (لاعب كرة قدم،مواليد 1999) على موقع ناشيونال فوتبول تيمز (الإنجليزية)
- إيفانيلسون (لاعب كرة قدم،مواليد 1999) على موقع Soccerbase.com (لاعب) (الإنجليزية)
- إيفانيلسون (لاعب كرة قدم،مواليد 1999) على موقع Soccerway.com (الإنجليزية)
- إيفانيلسون (لاعب كرة قدم،مواليد 1999) على موقع عالم كرة القدم.نت (الإنجليزية)